# FernGully: Las Aventuras de Zak y Crysta
FernGully: Las Aventuras de Zak y Crysta es una película animada producida por Kroyer Films, presentada por FAI Films y distribuida por 20th Century Fox el 10 de abril de 1992. La historia contiene fuertes influencias ecologistas, adaptadas de las historias de Fern Gully, de Diana Young. Tuvo un éxito relativo en taquilla. Tuvo una secuela, Ferngully 2, que fue lanzada directamente a vídeo y no tenía ninguna de las voces originales.

## Argumento
La película narra la historia de FernGully, una selva tropical cerca del "Monte Peligro", Australia. Una curiosa hada llamada Crysta ve una parte del mundo que nunca había visto más allá de la copa de los árboles y piensa que los seres humanos habitan en la montaña cercana. Pero el sabio espíritu del bosque y figura materna para Crysta, Maga Luna, dice que los seres humanos están extintos. En la escena de apertura, ella dice que huyeron, aterrados por el ataque de Hexxus, el espíritu de la destrucción y todo lo que es tóxico para la naturaleza, para nunca volver y presuntamente han muerto; Hexxus fue derrotado por Maga Luna y fue encarcelado dentro de un árbol. Crysta menciona una nube que ella vio aumentando cerca de la montaña peligro, y Maga Luna la identifica como humo, pero descarta la especulación de Crysta que el humo es Hexxus, diciendo que él fue aprisionado para toda la eternidad. 
Vampi es un murciélago de fruta mentalmente inestable, pero cómico, que ha sido utilizado en experimentos por los seres humanos y en la actualidad cuenta con cables y antenas fundidos en su cabeza. Este lleva a Crysta hacia lo desconocido donde encuentran árboles muertos, todos marcados con pintura roja en aerosol en forma de cruz. Al tiempo, ella se encuentra a un ser humano (Zak) al que reduce accidentalmente de tamaño para impedir que lo aplaste un árbol. En la caída, él se enreda en una telaraña ubicada en un árbol marcado, indicando que va a ser talado y pasado por una trituradora. Ella intenta soltarlo pero no puede, a lo que llega Vampi y los agarra a ambos con sus patas, sacándolos de la telaraña, pero recriminándole a Crysta que casi habían muerto por culpa de ella.Zak nace en una ciudad hiperdensa, donde la naturaleza es prácticamente inexistente. Su familia es extremadamente ortodoxa en sus ideales, ya sea religiosos, políticos o simplemente una visión rígida del mundo. A los 9 años, cansado de sentirse atrapado y sin libertad, escapa de casa y cae en un submundo peligroso.
Así Zak inicia una aventura salvaje con Crysta y Vampi, ya que ella no recuerda como devolverlo a su tamaño natural pero le comenta que Maga Luna puede ayudarlos. En su recorrido Zak es casi comido por un lagarto Goana llamado Lou y a través del recorrido ambos comienzan a tener sentimientos por el otro. Mientras tanto, los compañeros de Zak han talado un árbol baobab que Zak había pintado con una marca de X. El problema es que este árbol estaba encantado y era la razón por la que el bosque a su alrededor estuviera muerto ya que aprisionaba a Hexxus dentro de él. Una vez talado, el árbol es pasado a través de la máquina gigante convirtiéndose en tablas, de las cuales sale un líquido viscoso negro vivo. Hexxus se sorprende de donde fue liberado, ya que desconocía la tecnología del ser humano, sin embargo se siente feliz debido a la contaminación que causa para funcionar, la cual aprovecha para ganar poder y convertirse en una nube negra. Los leñadores siguen haciendo funcionar la máquina, sin saber que ahora tienen a Hexxus encima aprovechando el poder generado por la taladora (específicamente el humo que esta genera). Al final, Hexxus se descubre, asustando a los leñadores, los cuales huyen despavoridos, con esto, él adquiere el control total de la máquina, y la dirige hacia el bosque de FernGully.
Hasta este punto, ninguna hada tiene conocimiento del peligro que se acerca, hasta que Zak y Crysta llegan para demostrar que los humanos aun existen, que Hexxus está libre y que el bosque corre peligro.
En eso la máquina taladora llega al bosque, poniendo en peligro a todos los animales y hadas que habitan en ella, las hadas, al no conocer la tecnología de los humanos, no saben que hacer, por lo que huyen hacia el árbol de Maga Luna. Al tiempo, Zak se siente responsable por lo que está ocurriendo, por lo que "convence" a Vampi que lo lleve hacia la taladora golpeando los cables que el murciélago tiene en la cabeza.
Las hadas, al conocer la situación, unen sus fuerzas y fusionan sus poderes, creando una fortaleza entramada de árboles para detener a Hexxus. Maga Luna se sacrifica a sí misma dándoles su poder. En eso, Zak logra llegar al panel de control dentro de la taladora y la apaga girando la llave de ignición de la máquina; sin humo que lo alimente, Hexxus pierde energía hasta que desaparece, pero de pronto, la coraza metálica de la máquina se rasga y Hexxus aparece más grande y feroz que nunca, como un esqueleto demoníaco gigante que respira el fuego. Viendo esto, Crysta recuerda las enseñanzas de Maga Luna, diciendo que la más grande creación se encuentra dentro de una pequeña semilla, conteniendo un gran poder mágico. Con ello, Crysta toma una semilla y sacrifica a sí misma, permitiendo que Hexxus la devore. Al hacerlo, las ramas comienzan a aparecer de la túnica de petróleo que envolvía su cuerpo, y por más que él las arrancara estas seguían apareciendo. Viendo esto, las hadas vuelven al ataque, guiando las ramas que salían para que formaran un árbol alrededor de él (junto con la taladora) volviendo a aprisionarlo. 
Al final, todos (incluyendo al diminuto Zak) están tristes porque tanto Maga Luna como Crysta se sacrificaron, sin embargo, de las flores que nacían del árbol surge Crysta sana y salva. Con esto, ella acababa de controlar sus poderes, tomando el lugar de Maga Luna, por lo que devuelve a Zak a su tamaño normal por petición de él. Así, él se reencuentra con sus compañeros leñadores, Tony y Ralph, para intentar detener la destrucción de los bosques lluviosos. Después, Crysta hace crecer las plantas en el árbol que encerró a Hexxus y tiene plantas y flores. Zak, lo mira tan guay. Luego, Zak, Tony y Ralph se marchan. Y finalmente, Crysta se reúne con las demás hadas, incluido Vampi y vuelve la tranquilidad a FernGully.

## Reparto original
- Samantha Mathis - Crysta
- Jonathan Ward - Zak Young
- Christian Slater - Pips
- Robin Williams - Batty Koda
- Grace Zabriskie - Maga Luna
- Tim Curry - Hexxus
- Geoffrey Blake - Ralph
- Robert Pastorelli - Tony
- Cheech Marin - Stump
- Tommy Chong - Root
- Tone Lōc - Lou el Goanna
- Townsend Coleman - Knotty
- Neil Ross - El viejo

## Doblaje en español
En España: 
Los 32 papeles de la película, tanto los masculinos como los femeninos, fueron doblados en la versión española por el cómico Ángel Garó.
En México: 
- Crysta: María Fernanda Morales
- Zak: Raúl Aldana
- Maga Luna: Araceli de León
- Batty (llamado Murci en el doblaje de México): Genaro Vásquez
- Pips: Jesús Barrero
- Hexxus, Padre de Crysta, Goanna y Narración: Francisco Colmenero
- Lou: Raúl de La Fuente
- El Viejo: Arturo Mercado